# ディルイーヤeプリ
ディルイーヤeプリ（英: Diriyah ePrix ）は、サウジアラビアのディルイーヤ市街地で行われていたフォーミュラE世界選手権レースの1戦である。

## 概要
政府とモータースポーツ委員会が10年契約で合意の元、2018年に第1回大会が開催された。
2024年のレース終了後、2025年から舞台がジェッダ・コーニッシュ・サーキットへと移るため、グランプリも終了される。

## 過去の結果
| 年           | サーキット         | 勝者                                 | エントラント                                  |
| ------------ | ------------------ | ------------------------------------ | --------------------------------------------- |
| 2018         | リヤド市街地コース | アントニオ・フェリックス・ダ・コスタ | BMW i・アンドレッティ・モータースポーツ       |
| 2019 レース1 | リヤド市街地コース | サム・バード                         | エンヴィジョン・ヴァージン・レーシング        |
| 2019 レース2 | リヤド市街地コース | アレクサンダー・シムズ               | BMW i・アンドレッティ・モータースポーツ       |
| 2021 レース1 | リヤド市街地コース | ニック・デ・フリース                 | メルセデスEQ・フォーミュラEチーム             |
| 2021 レース2 | リヤド市街地コース | サム・バード                         | ジャガー・レーシング                          |
| 2022 レース1 | リヤド市街地コース | ニック・デ・フリース                 | メルセデスEQ・フォーミュラEチーム             |
| 2022 レース2 | リヤド市街地コース | エドアルド・モルタラ                 | ロキット・ヴェンチュリー・レーシング          |
| 2023 レース1 | リヤド市街地コース | パスカル・ウェーレイン               | タグ・ホイヤー・ポルシェ・フォーミュラEチーム |
| 2023 レース2 | リヤド市街地コース | パスカル・ウェーレイン               | タグ・ホイヤー・ポルシェ・フォーミュラEチーム |
| 2024 レース1 | リヤド市街地コース | ジェイク・デニス                     | アンドレッティ・フォーミュラE                 |
| 2024 レース2 | リヤド市街地コース | ニック・キャシディ                   | ジャガー・TCS・レーシング                     |